# Patinoire de Poissompré
La patinoire Poissompré est le nom de la patinoire de la Communauté d'agglomération d'Épinal. Elle accueille le club de l'Épinal Hockey Club qui évolue en division 1.

## Historique

### Les débuts du patinage à Épinal (1906-1970)
C'est en 1906 que le premier club de patinage spinalien apparaît: le Sports d'Hivers Spinaliens (SHS) qui regroupe les patineurs artistiques ainsi que les hockeyeurs sur glace. Les débuts se font sur l'étang gelé de Poissompré (appelé comme cela en raison de la multitude de poissons qu’il abritait). 
Rapidement la glace devient semi-artificielle et des sanitaires en dur sont construits, le tout entretenu par Lucien Grandclaude.

Les origines.
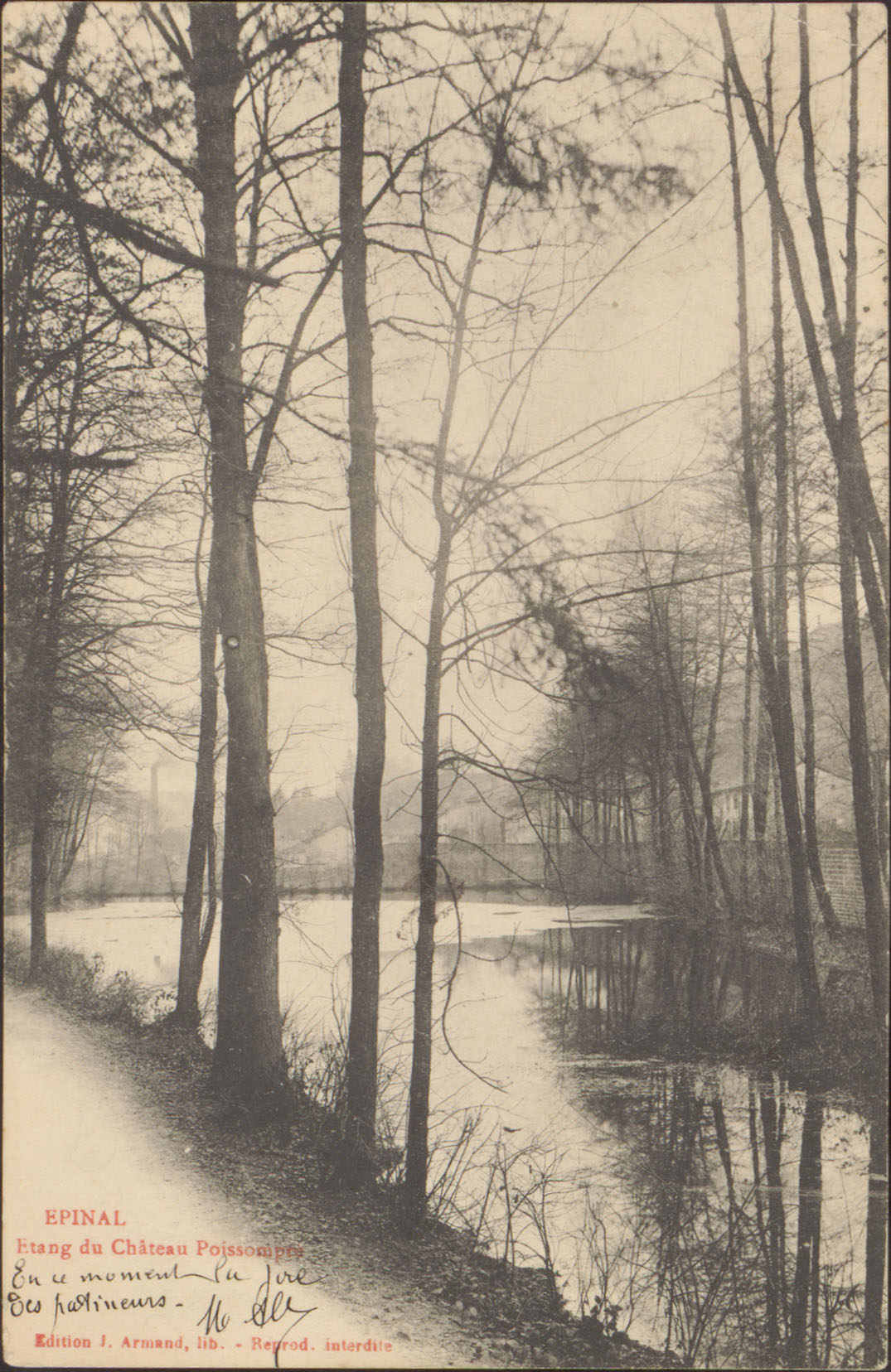
L'étang.
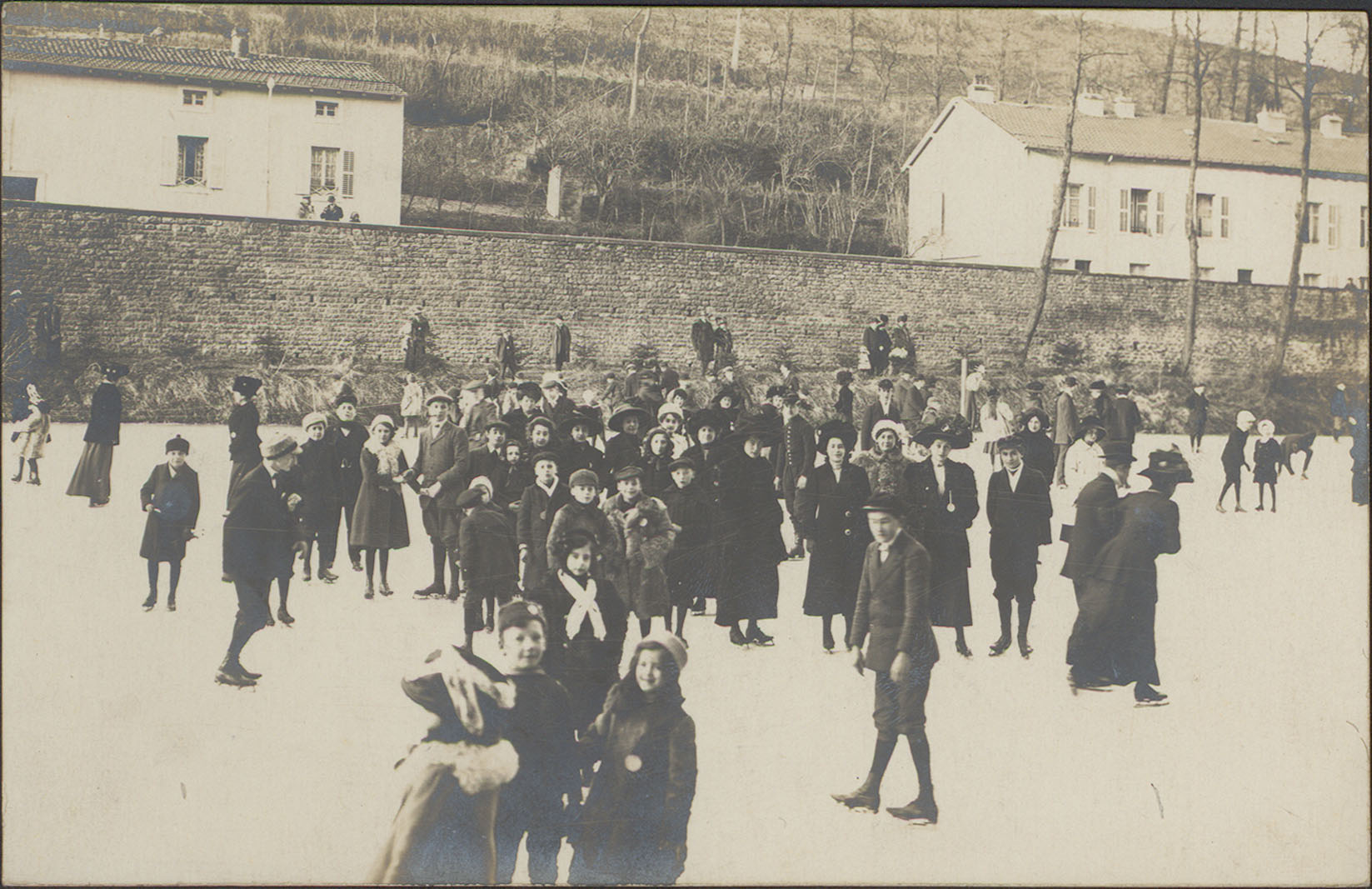
Premiers patineurs.
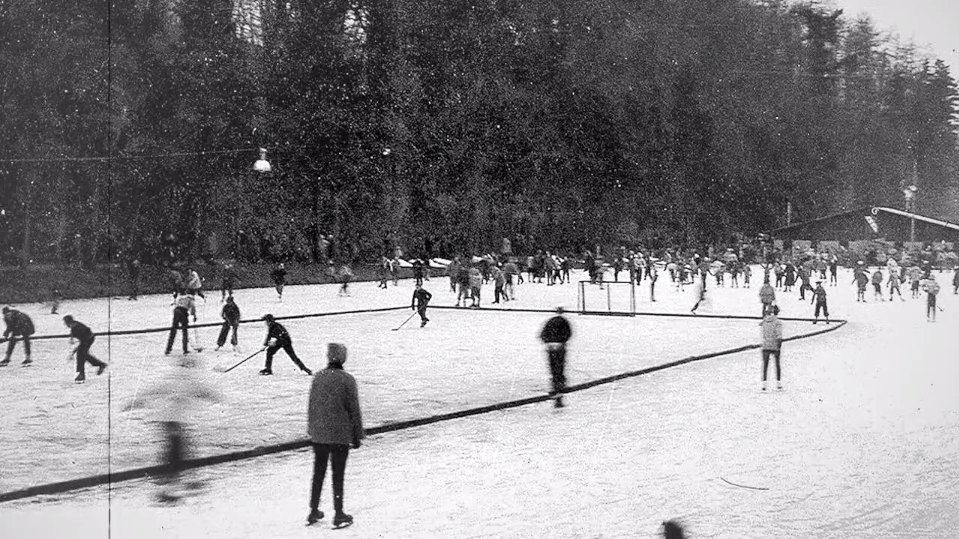
Premiers hockeyeurs.

### Poissompré I (1970-2010)
Le 3 décembre 1970, la première patinoire d'Épinal ouvre ses portes. Elle est bâtie sur l'étang asséché de Poissompré qui lui a donné son nom. L'inauguration a lieu le 20 décembre 1970 en présence des autorités communales, préfectorales et départementales. 
En 1979, le club de hockey-sur-glace de la ville décroche son premier titre national, celui de champion de France de division 2 au terme d'une saison aussi bien réussie sur la glace et en dehors (à titre d'exemple lors du match contre Dijon, la patinoire a accueilli 2 300 spectateurs).
Le 12 octobre 2009, le maire d'Épinal Michel Heinrich prend la décision de fermer la patinoire à la suite d'un diagnostic qui a révélé l'état désastreux de la charpente. La mairie et la communauté de communes prennent rapidement des dispositions pour construire une patinoire provisoire de 1000 places, opérationnelle dès mi-novembre 2009, pour pallier cette fermeture. Mais face au vieillissement très avancé de la patinoire, il est décidé de la démolir et d'en construire une nouvelle sur le même site. La démolition s'est faîte en avril et mai 2010, en conservant la dalle de fond et une partie des gradins. 

### Poissompré II (2011-2017)

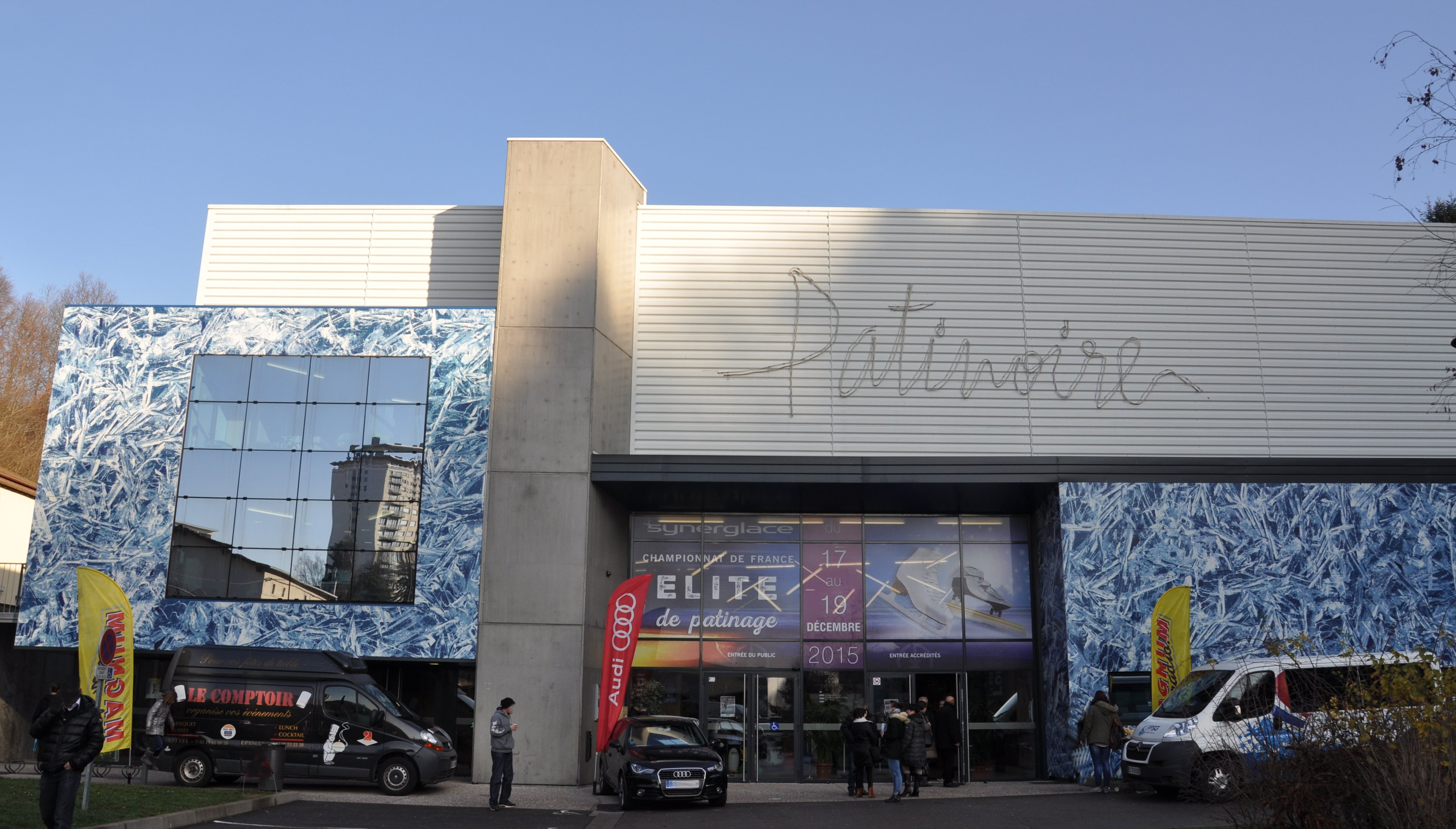
Entrée de la patinoire d’Épinal (décembre 2015)

La nouvelle enceinte est inaugurée le 4 septembre 2011 par le député-maire d’Épinal Michel Heinrich et le maire de Golbey Jean Alémani, en présence du préfet des Vosges Dominique Sorain et du sénateur Jackie Pierre. Contrairement à l'ancienne patinoire, la nouvelle enceinte a un volume moins important ce qui lui permet de disposer d'un chauffage. Le toit de 16 m a en effet été abaissée à 8 m dans la nouvelle enceinte. 
La nouvelle structure dispose également de deux cafétérias, un espace VIP réservé aux sponsors, cinq vestiaires et un grand espace pour les scolaires et pratiquants occasionnels.
Les Dauphins, renommés Gamyo trois ans plus tard, débutent la saison 2011-2012 dans une enceinte moderne avec deux tribunes d'une capacité totale de 1 424 places assises. En 2015, des travaux sont effectués afin de rajouter des sorties de secours supplémentaires, permettant de porter la capacité à 1646 places.

### Poissompré III (depuis 2017)
Faisant face à de très fortes affluences et un taux de remplissage frôlant les 100% pendant plusieurs saisons, le club de hockey sur glace et les pouvoirs publics décident d'agrandir la patinoire en la dotant d'une nouvelle tribune de 800 places. Le financement de ces travaux, d'un coût avoisinant les trois millions d'euros, revient au club de hockey, par la baisse de sa subvention annuelle. La nouvelle tribune offre finalement 870 places supplémentaires (portant ainsi la capacité totale à 2 516 places soit la septième plus grande de France à ce moment-là), 12 loges privatives, de nouveaux espaces de réceptions, une boutique, une salle de musculation et deux nouveaux vestiaires répondant aux plus hauts standards internationaux.

## Événements

### En patinage artistique
La patinoire a accueilli plusieurs compétitions : 
- les championnats de France 1983 de danse sur glace
- les championnats de France 1987 de patinage artistique
- les championnats de France de patinage artistique 2016